# 신성자
신성자(申成子, 1968년 11월 10일~)는 대한민국의 은퇴한 펜싱 선수로 주 종목은 플뢰레이다. 1985년 세계 선수권 대회를 시작으로 국가대표 선수 활동을 했으며, 올림픽에 2회(1988, 1992), 아시안 게임에 2회 참가하였다.

## 개인사
1993년 펜싱 선수인 김승표와 결혼했다.

## 수상

### 수훈
- 체육훈장 기린장(1986년 10월 6일)